# Тимошенко Вікторія Миколаївна (акторка)
Вікторія Миколаївна Тимошенко (18 серпня 1939, Бахмут (Артемівськ) — 4 січня 2024, Харків) — радянська та українська акторка. Заслужена артистка України.

## Життєпис
Народилась 18 серпня 1939 року у місті Артемівськ Сталінської області (нині Бахмут Донецької області) в родині акторів Миколи Павловича Тимошенка і Ніни Хомівни Тимошенко (1918—2009), які грали в Артемівському українському музично-драматичному театрі. 
Навчалася у школі №5 ім. Кірова та займалася у шкільному драмгуртку. 1960 року закінчила театральну студію при Дагестанському державному театрі Махачкали.
1968 року почала працювати у Харківському академічному драматичному театрі (раніше Харківський державний академічний російський драмтеатр імені Пушкіна).
Померла 4 січня 2024 року у лікарні в Харкові від поранень, отриманих внаслідок ракетного удару 2 січня 2024 року під час повномасштабного вторгнення Росії в Україну.

## Творчість

### Ролі у театрі
- Софія Іванівна («Стара діва» Н. Птушкіної)
- Мадам Сівель («Моя парижанка» Р. Ламуре)
- Бурикіна («Шут Балакірєв» Г. Горіна)
- Розалія («Філумена Мартурано», Ед. де Філіппо)
- Фекла Іванівна («Одруження», М.Гоголя)
- Голда, («Поминальна молитва» за Шолом-Алейхемом)
- Мамаша («Клінічний випадок», Р. Куні)
- Міс Мотморенсі («Красуня і сім'я» С.Моема)
- Нана («37 листівок» М. Макківера)

### Телебачення
- 2004 — Небо в горошок (телесеріал) — економка архітектора
- 2011 — Повернення Мухтара-7 (телесеріал) — Ірина Дашкова, мама Жені (серія «Містер Вампір»)